# Ariadne Oliver
Mrs. Oliver er en kriminalforfatter, der første gang optræder i Agatha Christies novellesamling om Parker Pyne fra 1934 og to år senere dukker op i romanen Kortene på bordet , som har Hercule Poirot som detektiv. Hun medvirker i seks romaner fra 1952 til 1972. Hun supplerer Poirots metodiske undersøgelser med skarpe kommentarer om de mistænkte. Hvis hun finder løsningen på mysteriet, skyldes det – i modsætning til Poirots logiske deduktion –  intuition. Det afsløres især i den sidste periode, hvor Poirot foretrækker hjemmelivet, og Mrs. Olivers rolle er at opdage et mord og tilskynde den berømte detektiv til at efterforske det.

## Karaktertræk
Mrs. Oliver er erklæret feminist og kræver ofte højlydt, at der ansættes en kvinde som leder af Scotland Yard  I øjeblikke af selverkendelse indrømmer hun, at hun har en udpræget svaghed for altid at ændre frisure. Hun har en evig trang til at spise æbler, men desværre opbevarer hun dem i en papirpose, som hun jævnligt taber. Hun beklager sig ofte over, at læserne af hendes bøger læser dem for at finde fejl i dem. Hun besværer sig ligeledes over instruktører, der mishandler hendes plots i deres manuskripter.. En af dem forsøger at formilde hende med komplimenter som "min kære", men smiger preller totalt af på Mrs. Oliver.
Selvom det er oplagt at opfatte Mrs. Oliver som Christies selvparodi, er hendes udseende og påklædning langt mere farverig end forfatterindens. Mrs. Oliver beskrives bl.a. som høj og kraftigt bygget, ligesom hun som regel bærer en iøjnefaldende hat og en beklædningsgenstand, hun har fundet på en basar; fx en "iøjnefaldende militærkappe". Christie selv var spinkel og altid elegant og diskret påklædt. På et punkt ligner hun udpræget sin skaber. Hun hader at holde taler.

## Forfatterskab
Mrs. Olivers gennemgående detektiv er den finske vegetar Sven Hjerson, selv om hun intet kender til Finland eller for den sags skyld vegetarer.. I Den gustne hest betror hun fortælleren, Mark Easterbrook, at det er vanskeligt at skabe et troværdigt plot. Valget af Finland kan skyldes, at Christie havde sympati for landet efter 2. Verdenskrig. På samme måde som hun viser sympati for Belgien efter 1. Verdenskrig ved at lade Poirot stamme derfra.
"De kan sige, hvad De vil, men det er ikke naturligt, at fem-seks mennesker er på pletten, når B bliver myrdet, og at de allesammen har et motiv til mordet – det vil sige, hvis ikke B var vanvittigt ubehagelig, og i så fald ville ingen tage sig af, om han var myrdet eller ej, eller hvem der i givet fald havde gjort det."
Mrs. Oliver fremsætter en del bemærkninger af den type, og det formodes, at Christie har moret sig storartet, når hun lod Mrs. Oliver kommentere kriminalforfatterens dilemmaer.
I Tretten minutter over fire (en: The Clocks (1963)) omtaler Poirot hendes forfatterskab således:
"Jeg er ikke helt tilfreds med hendes bøger. Handlingsforløbene i dem er højst usandsynlige. De tilfældige sammentræf forekommer alt for hyppigt. Og ung som hun var på det tidspunkt, var hun så tåbelig at gøre sin detektiv til finne, skønt det tydeligt fremgår, at hun intet kender til finner eller Finland- måske lige med undtagelse af Sibelius's musik." 
Det er oplagt, at forfatteren i dette tilfælde lader sin detektiv være talerør for den kritik, hun selv blev udsat for. 
Selv om Poirot er skeptisk over for Mrs. Olivers intuition, forsvarer han også sin veninde.
"Ikke desto mindre har hun en original tankegang og kommer nu og da med skarpsindige deduktioner, og i de senere år har hun lært en hel del, som hun tidligere intet kendte til – politiets arbejdsmetoder for eksempel." 

## Venskaber
Mrs. Oliver har mange venskaber og er bl.a.gudmor til en række veninders børn. Hun udvikler gennem årene et varmt venskab med Poirot, men spekulation om et erotisk forhold er ubegrundet. I enkelte tilfælde overtaler gode venner hende til at stå i spidsen for en selskabsleg. I to af disse tilfælde ender det med drab, og straks tilkalder hun Poirot, som naturligvis opklarer sagen.

## Bøger med Mrs. Oliver
1934: Parker Pyne, mesterdetektiv (Parker Pyne Investigates (Udkom på dansk 1962)
1936: Kortene på Bordet (Cards on the Table) (Udkom på dansk 1954)
1952: Dommen er afsagt (Mrs McGinty's Dead) (Udkom på dansk 1954)
1956: Dødens tempel (Dead Man's Folly) (Udkom på dansk 1958)
1961: Den gustne hest (The Pale Horse) (Udkom på dansk 1962)
1966: Den tredie pige (Third Girl) (Udkom på dansk 1966)
1969: Det forkerte vidne (Hallowe'en Party) (Udkom på dansk 1970)
1972: Elefanter glemmer aldrig (Elephants Can Remember) (Udkom på dansk 1973)

## Filmatiseringer
Zoë Wanamaker har spillet Ariadne Oliver i seks TV episoder i serien Agatha Christie's Poirot med David Suchet i rollen som Hercule Poirot. 
- Cards on the Table (2005) (Kortene på bordet)
- Mrs McGinty's Dead (2006) (Dommen er afsagt)
- Third Girl (2008) (Den tredie pige)
- Hallowe'en Party (2010)
- Dead Man's Folly (2010) (Dødens tempel)
- Elephants Can Remember (2013)